# Fähre Pünderich

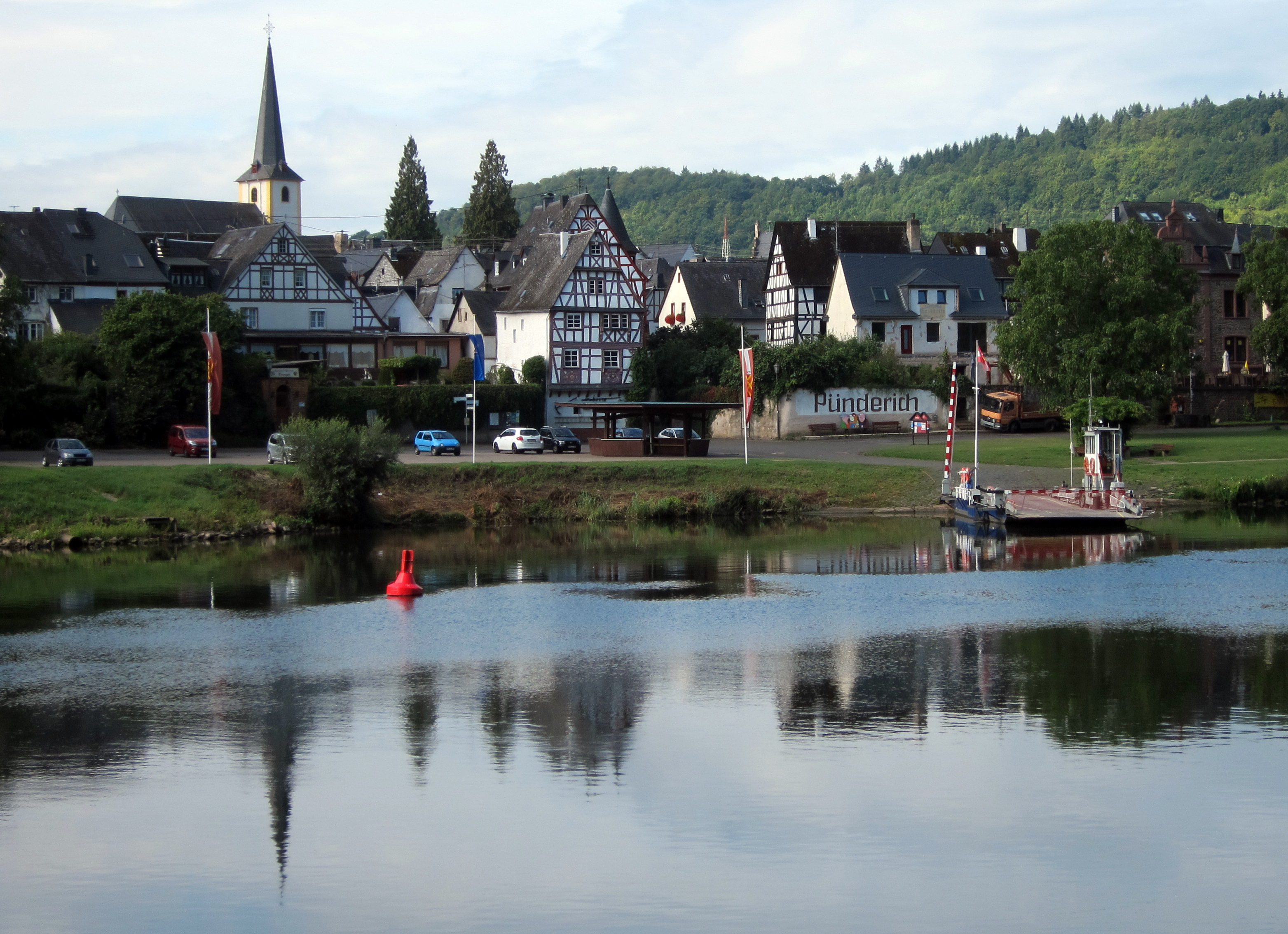
Pünderich (ganz rechts die Fähre Marienburg)

Die Fähre Pünderich ist eine Motorfähre für Fußgänger, Fahrradfahrer und Kraftfahrzeuge auf der Mosel in Pünderich, einer der Verbandsgemeinde Zell (Mosel) zugehörigen Ortsgemeinde im Landkreis Cochem-Zell in Rheinland-Pfalz. 

## Fährbetrieb
Koordinaten: 50° 2′ 33″ N, 7° 7′ 52,4″ O
Die Fährstelle befindet sich bei Flusskilometer 93,81. Wenn in Betrieb, verbindet die Fähre den rechts der Mosel gelegenen Ort mit dem gegenüberliegenden Ufer unterhalb der Marienburg und mit den dortigen Weinbergen. Das heutige Schiff, die Marienburg (ENI-Nummer 04807210), liegt mit ihren zwei 55-PS Motoren allerdings seit dem Frühjahr 2023 ungenutzt am Moselufer, da die Gemeinde seitdem keinen neuen Fährmann gefunden hat. Die Fähre verkehrte zuvor saisonal von April bis Ende Oktober. Die Gemeinde ist Eigner des Schiffs und hält es weiterhin instand und betriebsbereit, während die Suche nach einem Fährmann oder einer Fährfrau weitergeht.

## Geschichte
Im Jahre 1879 wurde die erste Pont in Pünderich eingerichtet; der von dem lateinischen Wort „pons“ für Brücke hergeleitete Begriff wurde damals häufig auch für Fähren verwandt. Es handelte sich um eine Gierseilfähre, die an einem über den Fluss gespannten Seil hing und durch Schrägstellung von der Strömung auf die jeweils andere Flussseite getrieben wurde. Das Gierseil war an einem hohen, hölzernen Fährmast über der Anlegestelle befestigt und konnte mithilfe einer Seilwinde gespannt werden. Eine original erhalten gebliebene Seilwinde befindet sich noch heute als Überrest gegenüber der Anlegestelle der Pündericher Fähre. 1896 wurde die hölzernen Wagenfähre, von der Strompolizei verworfen, durch eine Eisenponte ersetzt. 
Am 3. Februar 1940 herrschte ein so starker Eisgang, dass der Fährmast (inzwischen eine eiserne Konstruktion) umgeworfen wurde und in drei Teile zerfiel. Das Gierseil wurde von treibenden Eisschollen zerrissen und die Fähre selbst wurde vom Eisgang unter den umgestürzten Fährmasten gedrückt. Größere Schäden blieben glücklicherweise aus. 1945 wurde die Fähre durch die Wehrmacht beschlagnahmt, um die bei einem US-Luftangriff am 10. Februar zerstörte Brücke bei Bullay behelfsmäßig zu ersetzen. Im März versenkte man dort die Fähre und sprengte den Fährmast, als die amerikanischen Truppen näher rückten. 
Die noch 1945 in Bullay gehobene Pündericher Fähre wurde von der Fa. Hermann Burger, Pünderich, repariert. Auf Veranlassung der Militärregierung wurde sie jedoch nach Reil geholt und die Reiler Fähre wurde nach Bullay gebracht. Pünderich bekam abwechselnd die Ponten von Briedel und zuletzt von Merl zur zeitweisen Nutzung. In der sogenannten Hexennacht zum 1. Mai 1947 brachten Merler Bürger die Bullayer Ponte nach Pünderich und tauschten dieselbe gegen die Merler Ponte aus. Somit bekamen die Pündericher ihre Ponte zurück. Sie wurde später von der Gemeinde Briedern gekauft und tat dort noch viele Jahre ihren Dienst.
Erst 1972 wurde die Fährverbindung wieder aktiviert, als Pünderich eine Fähre kaufte, die zuvor seit etwa 1960 in Brodenbach im Landkreis Mayen-Koblenz gefahren war. Sie brauchte kein Hochseil mehr und ist als freifahrende Fähre in Pünderich im Einsatz. Durch mehreren Umbauten wurde sie 1974 verbreitert und mit zwei stärkeren Motoren von jeweils 55 PS ausgestattet. Die einstige alte Gierfähre dient heute als Bootshaus am Merler Moselufer. Der alte, 1907 gebaute und nicht mehr benötigte Fährmast wurde 1974 entfernt.